# Johan Dalsgaard

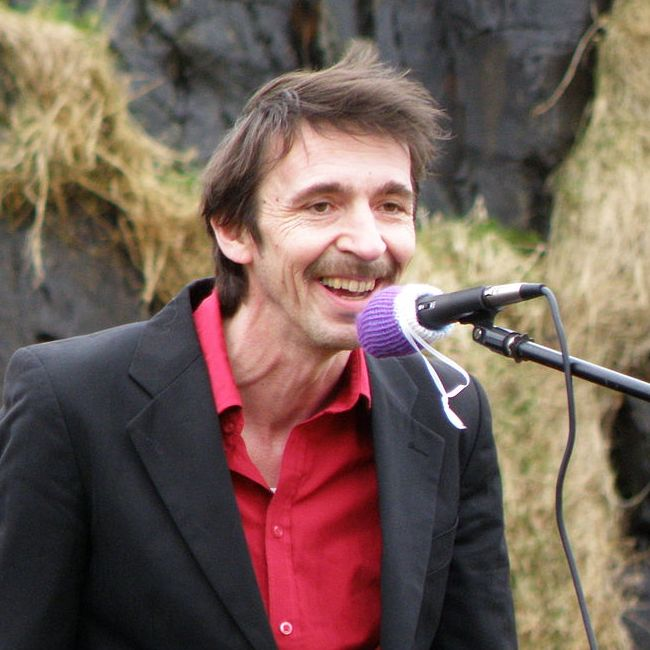
Johan Dalsgaard, 2012

Johan Dalsgaard (* 30. April 1966 in Kopenhagen) ist ein Entertainer auf den Färöern. International bekannt wurde er durch seine Rolle als Rúni im Film Bye Bye Bluebird.

## Leben
Johan Dalsgaards Eltern stammen beide von den Färöern. 1970 kehrte er mit ihnen auf die Inseln zurück. Er lernte Büromaschinen-Mechaniker, arbeitete ab 1988 aber als Reparaturdienstleister für Ölöfen.
Im selben Jahr gab er zusammen mit der färöischen Band Springs seine erste CD heraus. 1995 landete er den Insel-Hit Kollafjørð und ist seitdem unter dem Künstlernamen Johan í Kollafirði Unterhaltungsprofi. Er macht neben Comedy-CDs eigene Radio- und Fernsehprogramme.
1999 hatte er mit dem preisgekrönten Roadmovie Bye Bye Bluebird sein Film-Debüt und wurde danach als Bühnenschauspieler für eine Produktion von Friedrich Dürrenmatts Theaterstück Der Besuch der alten Dame engagiert.
Zu den Løgtingswahlen 2004 gründete er Hin Stuttligi Flokkurin (wörtlich „Die andere kurzweilige Partei“) und trat mit dem Wahlversprechen „Ich werde nichts tun“ an. Mit 747 Stimmen erreichte er zwar 2,4 % Stimmanteil, aber kein Mandat.